# Prasinocyma rufistriga
Prasinocyma rufistriga är en fjärilsart som beskrevs av W. Warren 1906. Prasinocyma rufistriga ingår i släktet Prasinocyma och familjen mätare. Inga underarter finns listade i Catalogue of Life.